# Stanmore, London
Stanmore är en stadsdel i Greater London, i England i Storbritannien. Den ligger 18 km nordväst om centrala London. Antalet invånare är 4 179.